# Павлодарский областной историко-краеведческий музей
Павлодарский областной историко-краеведческий музей им. Г. Н. Потанина (каз. Г. Н. Потанин атындағы Павлодар облыстық тарих-өлкетану мұражайы) — краеведческий музей в Павлодаре (Павлодарская область, Казахстан). Основан в 1942 году Дмитрием Поликарповичем Багаевым.

## История
Павлодарский областной историко-краеведческий музей им. Г. Н. Потанина был основан в 1942 году на базе областного отделения «Общества изучения Казахстана» фотографом-краеведом Дмитрием Поликарповичем Багаевым. Он же стал первым директором. Его фотографии и экспонаты вошли в коллекцию музея. В 1959 году ему было присвоено имя путешественника, исследователя Средней Азии Г. Н. Потанина.
Музей находится в комплексе исторических зданий конца XIX века. Экспозиция музея и библиотека находится в здании (улица Астана, 149), который купец первой гильдии А. Дерова построил в 1896 году для торговых рядов. Отдел фондов находится в доме (улица Астана, 129), где в детстве и юности жил писатель Антон Сорокин. В фондах находится большое количество негативов редких фотографий и документов. Администрация расположена в бывшем доме купца Филатова (улица Астана, 147). Археологическая лаборатория находится во флигеле (улица Астана, 131), построенным купцом Сорокиным для хозяйственных нужд.

## Экспозиция
Коллекция музея содержит более 112 тыс. экспонатов. Экспозиция размещена в 12 залах: природы, археологии, этнографии, зал истории Прииртышья XV—XIX вв., зал истории развития экономики и культуры Прииртышья конца XIX — начала XX вв., зал революции и гражданской войны, зал Великой Отечественной войны, зал истории и современного развития Павлодарской области.
Природа края представлена в двух залов. Здесь преставлены местные палеонтологические находки: скелет гиппариона из палеонтологического природного памятника «Гусиный перелёт», полный скелет большерогого оленя, скелет мамонта и другие. Археологический зал показывает тысячелетнюю историю края. Экспонаты были собраны экспедициями Института археологии имени А. Х. Маргулана и музея. В нём представлены каменные орудия эпохи палеолита, предметами, найденными в могильниках Мичурино-1 и Кара-Тумсык андроновской эпохи. 
В этнографическом зале стоит юрта с интерьером: коврами, циновками, кроватью и другими предметами быта. Здесь же представлена комната в деревянном доме с русской печью и предметами быта. В зале Великой Отечественной войны представлена пушка из артиллерийской батареи Героя Советского Союза Махмета Каирбаева.

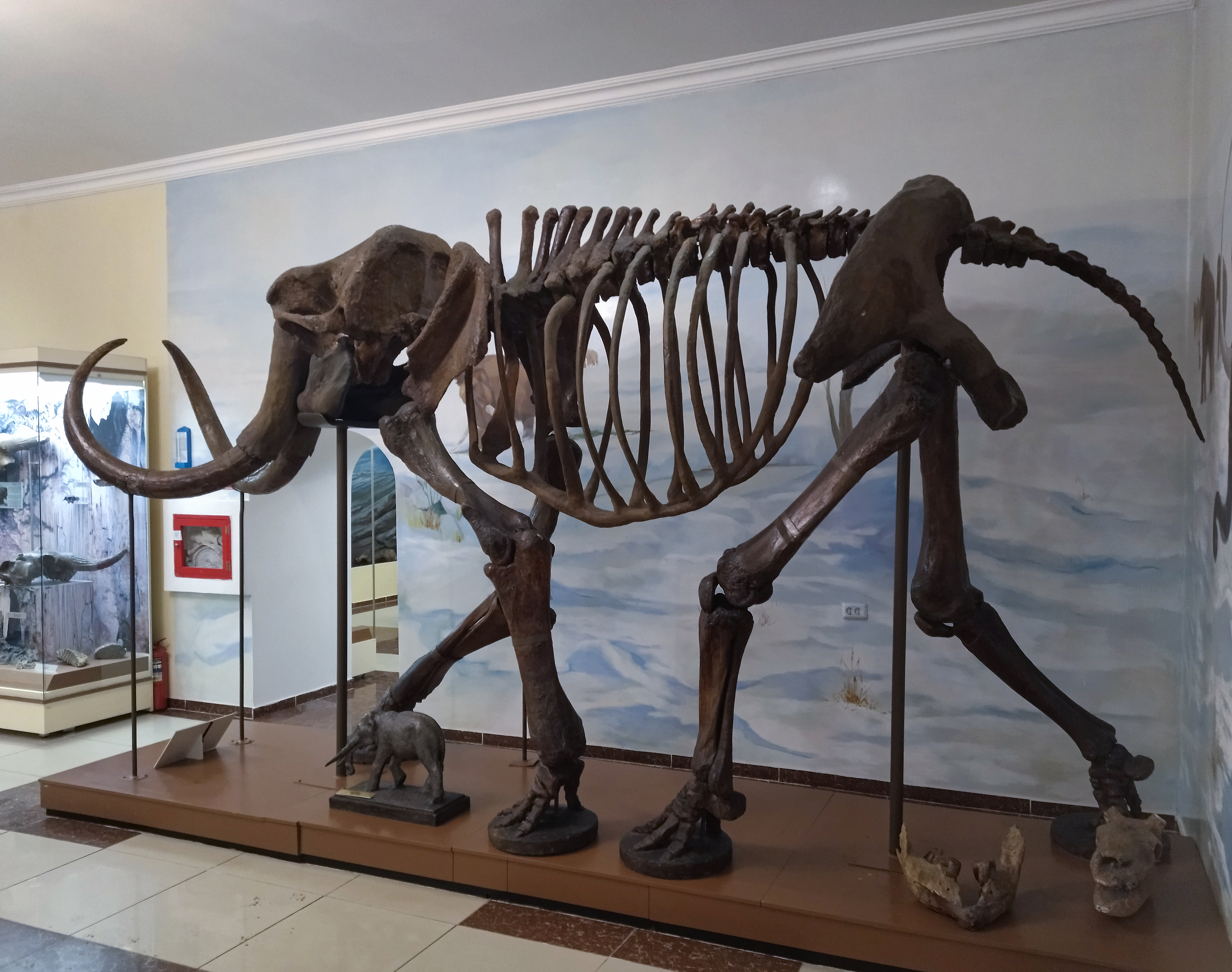
Скелет мамонта
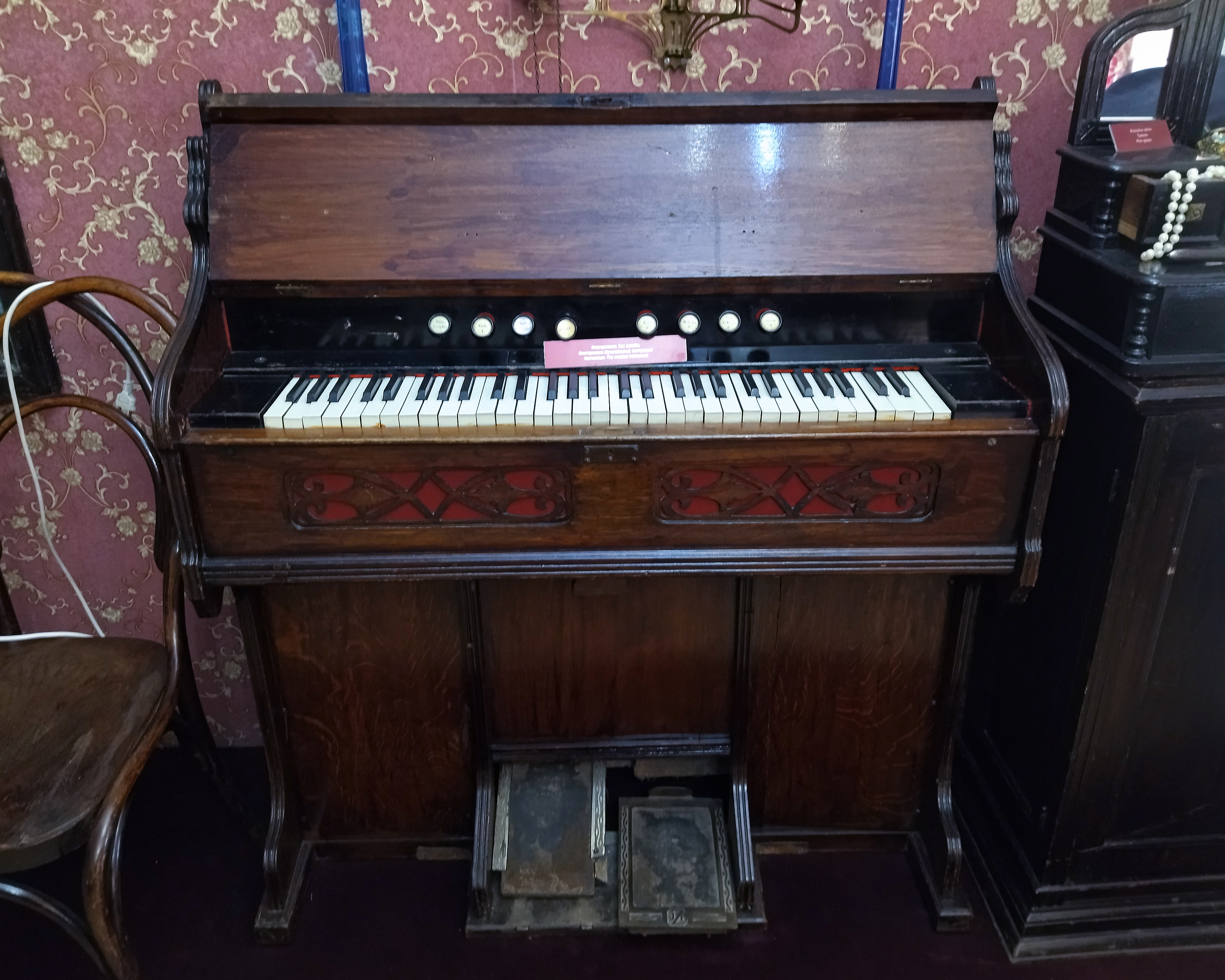
Фисгармония
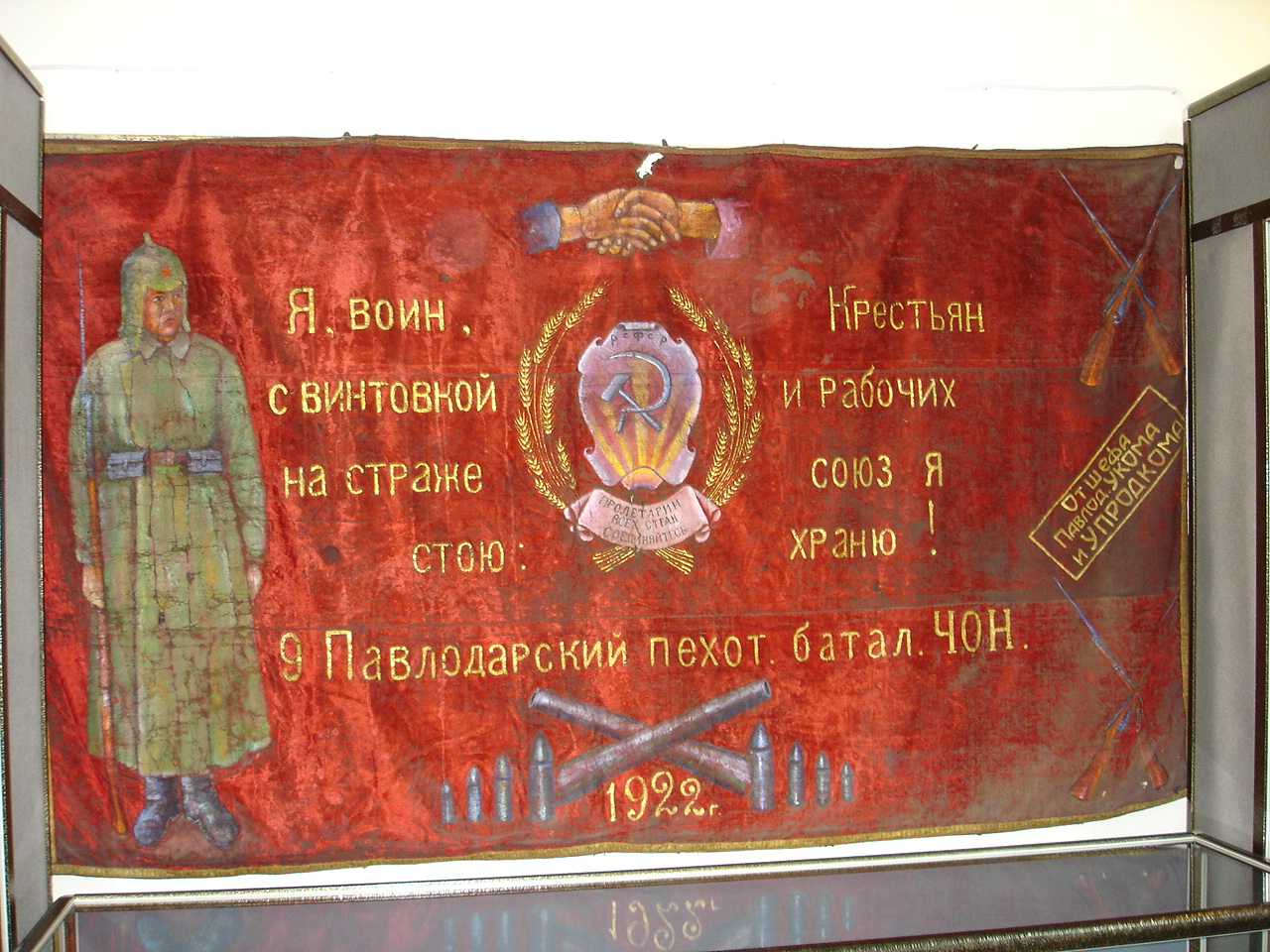
Знамя 9-го Павлодарского пехотного батальона ЧОН (1922)
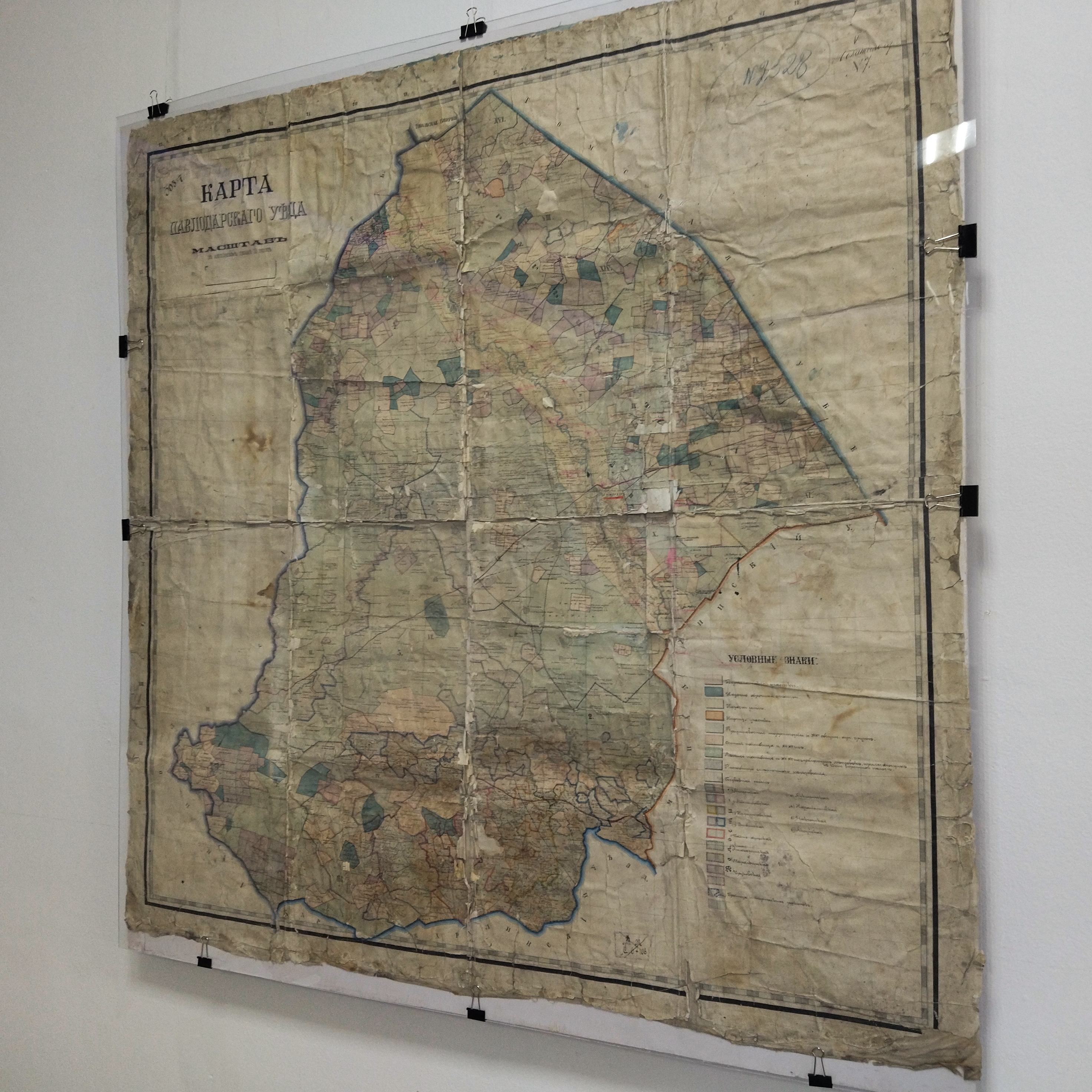
Карта Павлодарского уезда

## Филиалы музея

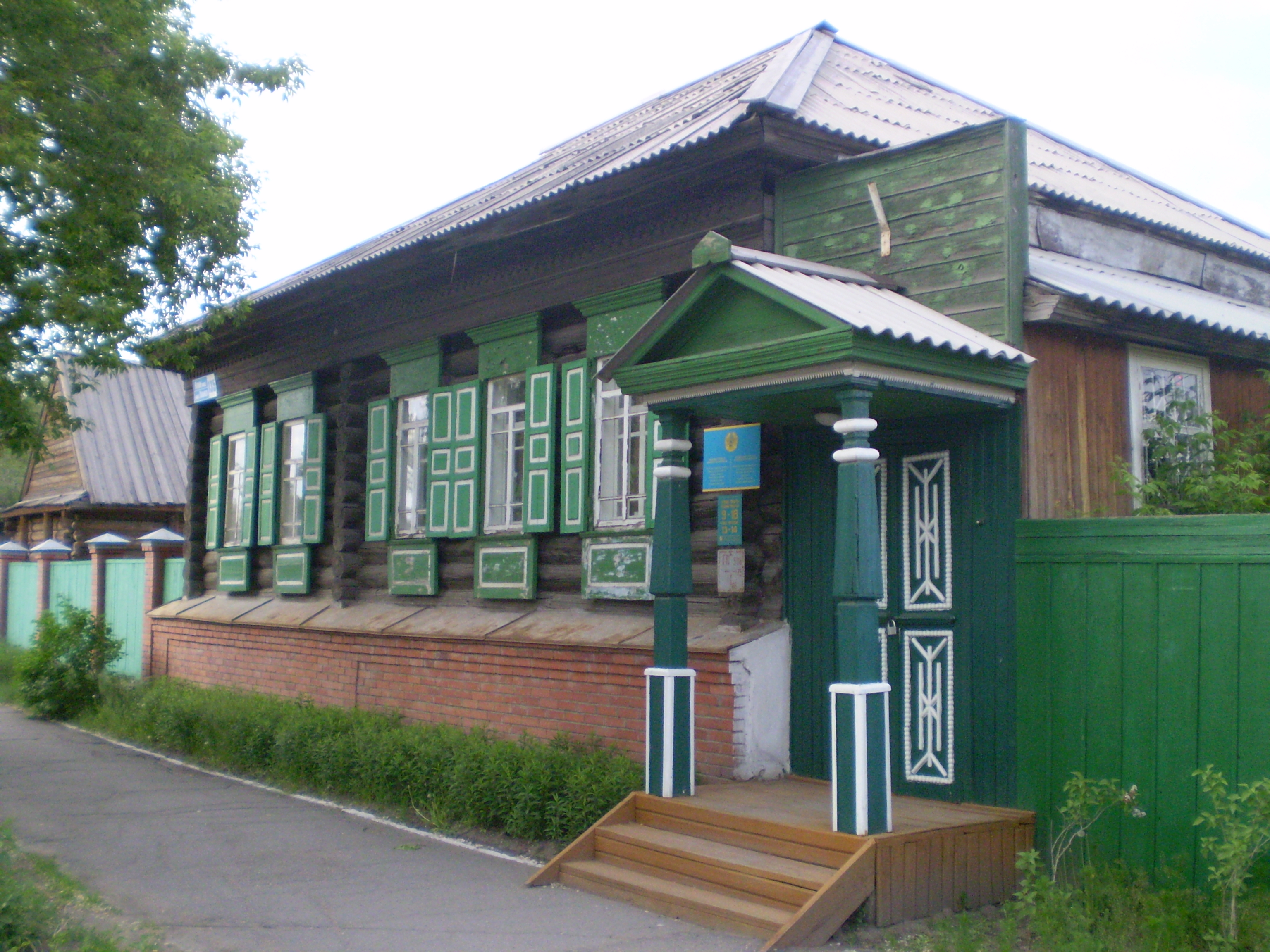
Дом-музей песенного творчества им. Майры Шамсутдиновой

Музейные филиалы включают Дом-музей Д. П. Багаева (улица Астана, 131), Дом-музей песенного творчества им. Майры Шамсутдиновой, Музей воинской славы, Аксуский историко-краеведческий музей, Щербактинский историко-краеведческий музей, Экибастузский историко-краеведческий музей и Музей «Ertis».